# Humphrey Stafford, 1.º Conde de Devon
Humphrey Stafford, 1.º Conde de Devon (ca. 1439 - 17 de agosto de 1469) foi um magnata dominante no sudoeste da Inglaterra em meados do século XV e participante da Guerra das Rosas. Parente distante dos condes de Stafford, Humphrey Stafford tornou-se o maior proprietário de terras no condado de Dorset através de fortunas adquiridas por herança. Mais tarde, Stafford foi um dos vários homens promovidos rapidamente para a nobreza pelo rei Eduardo IV, a fim de preencher o vácuo de poder deixado pelos Lancastrianos mortos ou desaparecidos. Na região oeste, foram particularmente os confiscos que atingiram a família Lancastre Courtenay que beneficiaram Stafford. Em 1469, ele recebeu o título de Courtenay de Conde de Devon.
Stafford deteve o título por apenas três meses. Em julho, ele foi enviado para o norte visando reprimir uma rebelião instigada pelo descontente conde de Warwick. Mesmo tendo escapado da desastrosa Batalha de Edgecote, foi linchado por uma multidão em Bridgwater em 17 de agosto de 1469. Considerado um homem super ambicioso por muitos, Stafford era, no entanto, um administrador capaz, que desfrutava da absoluta confiança do rei.

## Histórico familiar
Os Staffords de Hooke em Dorset e Southwick em Wiltshire eram um ramo cadete dos condes de Stafford e posteriormente duques de Buckingham. O avô de Humphrey era outro Humphrey Stafford, chamado Sir Humphrey "da mão de prata" (m. 1442). Seu herdeiro era um neto - outro Humphrey Stafford - que morreu sem filhos em 1461. Isso deixou Humphrey Stafford, o futuro conde de Devon, herdeiro das terras da família, a maior parte delas em Dorset e o restante principalmente em Somerset e Wiltshire. O pai de Humphrey, William Stafford (d.1450), já estava morto a essa altura, tendo sido vítima da Rebelião de Jack Cade em 18 de junho de 1450. O tio de William e o tio-avô de Humphrey eram John Stafford, arcebispo de Canterbury (1443-1452).
A herança dessas terras familiares fez de Stafford o maior proprietário de terras no condado de Dorset. Através de sua mãe Katherine, também foi herdeiro dos bens de seu avô John Chidiock, outro grande proprietário de terras no sudoeste. Em algum momento - definitivamente após 21 de junho de 1450 - ele se casou com Isabel, filha de Sir John Barre, de Herefordshire.